# 貝谷久宣
貝谷 久宣（かいや ひさのぶ、1943年12月8日 - ）は、日本の精神科医。学位は、医学博士。京都府立医科大学客員教授。医療法人「和楽会」理事長。NPO「不安・抑うつ臨床研究会」代表。一般社団法人「日本筋ジストロフィー協会」代表理事。愛知県名古屋市出身。

## 経歴
愛知県立明和高等学校、名古屋市立大学を卒業後、岐阜大学医学部神経精神医学教室にて神経病理学、生物学的精神医学の研究に従事。1972年よりドイツ・マックスプランク精神医学研究所に留学。帰国後、助教授を務める。1991年より2年間、自衛隊中央病院神経科部長（一等空佐）を務める。1993年、「なごやメンタルクリニック」を開院。以後、「心療内科・神経科　赤坂クリニック」（1997年）、「横浜クリニック」（2003年）、「心療内科・神経科　鎌倉山クリニック安心堂」（2006年）を開院。開業後はパニック症を中心とした不安症の臨床研究に従事。2009年第1回不安障害学会会長を歴任。
非常勤講師歴：岐阜大学医学部（薬理学）、岐阜大学客員教授（地域共同開発センター）、岐阜薬科大学（保健室カウンセラー）、滋賀医科大学神経精神医学講座、東京大学医学部付属病院心療内科。

## 所属学会
- 日本不安症学会 (評議員長)[2]
- 日本精神神経学会（専門医）
- 日本心身医学会 (功労会員)[3]
- 日本精神神経薬理学会（功労会員）
- 日本認知・行動療法学会
- 日本認知療法学会 (幹事)[4]
- 日本マインドフルネス学会 (理事)[5]
- アメリカ精神医学会 (海外会員)

## 著書

### 単著・監修
- 『行雲流水　古希記念エッセイ集』（単著　日本評論社　2013）
- 『嘔吐恐怖症』（監修　金剛出版　2013）
- 『よくわかる　パニック障害・PTSD-突然の発作と強い不安から、自分の生活を取り戻す』（監修　主婦の友社　2012）
- 『よくわかる薬いらずのメンタルケア―うつ，ストレス，不安に負けない！』（監修　主婦の友社　2011）
- 『非定型うつ病 パニック障害・社交不安障害（よくわかる最新医学）』 （著・監修主婦の友社　2008）
- 『非定型うつ病のことがよくわかる本 (健康ライブラリー イラスト版)』 （監修　講談社　2008）
- 『不安・恐怖症のこころ模様　パニック障害患者の心性と人間像 (こころライブラリー)』　（監修　講談社　2008）
- 『治療・ケアに役立つ実例集 パニック障害』（監修　主婦の友社　2008）
- 『気まぐれ「うつ」病―誤解される非定型うつ病 (ちくま新書)」　（筑摩書房　2007）
- 『新版　不安・恐怖症 (健康ライブラリー)』（講談社　2005）
- 『日々是好日―エッセイ集20th-21st』（日本評論社　2003）
- 『パニック障害の理解と看護―患者とその家族のために―』（医薬ジャーナル社　2002）
- 『対人恐怖　社会不安障害 (講談社健康ライブラリー)』（講談社　2002）
- 『脳内不安物質 (ブルーバックス)』（講談社　1997）
- 『不安・恐怖症―パニック障害の克服 (健康ライブラリー)」（講談社　1996）

### 編集
- 『マインドフルネスの基礎と実践』　（貝谷久宣・熊野宏明・越川房子（編）　日本評論社　2016）
- 『不安症の事典　こころの科学』　（貝谷久宣・佐々木司・清水栄次（編）　日本評論社　2015）
- 『不安障害と双極性障害』　（貝谷久宣・佐々木司・不安・抑うつ臨床研究会(編)　日本評論社　2013）
- 『社交不安障害 (新現代精神医学文庫)』　（貝谷久宣（編著），樋口輝彦（監修）　新興医学出版社　2010）
- 『不安障害の認知行動療法』　（坂野雄二・福井至・貝谷久宣・不安抑うつ臨床研究会（編）　日本評論社　2010）
- 『非定型うつ病』　（貝谷久宣・不安抑うつ臨床研究会（編）　日本評論社　2008）
- 『マインドフルネス・瞑想・座禅の脳科学と精神療法』　（貝谷久宣・熊野宏昭（編）　新興医学出版社　2007）
- 『パニック障害ハンドブック　治療ガイドラインと診療の実際』　（熊野宏昭・久保木富房（編著），貝谷久宣（編集協力）　医学書院　2008）
- 『認知療法〈2006〉　第5回日本認知療法学会から』　（貝谷久宣（編）　星和書店　2006）
- 『不安とうつの基礎医学』　（樋口輝彦・久保木富房・貝谷久宣・不安抑うつ臨床研究会（編著）　日経メディカル開発　2004）
- 『パニック障害セミナー〈2004〉』　（越野好文・貝谷久宣・不安抑うつ臨床研究会（編）　日本評論社　　2004）
- 『うつ病の亜型分類』　（樋口輝彦・貝谷久宣・久保木富房・不安抑うつ臨床研究会（編）　日本評論社　2003）
- 『パニック障害セミナー〈2002〉』　（竹内龍雄・貝谷久宣・不安抑うつ臨床研究会（編）　日本評論社　2002）
- 『パニック障害の精神病理学』　（貝谷久宣・不安抑うつ臨床研究会（編）　日本評論社　2002）
- 『パニック障害セミナー〈2001〉』　（貝谷久宣・不安抑うつ臨床研究会（編）　日本評論社　2001）
- 『遺伝子医療と生命倫理』　（貝谷久宣・日本筋ジストロフィー協会（編）　日本評論社　2001）
- 『パニック障害症例集』　（貝谷久宣・不安抑うつ臨床研究会（編）　日本評論社　2001）
- 『パニック障害研究最前線』　（貝谷久宣・不安抑うつ臨床研究会（編）　日本評論社　2000）
- 『パニック障害に負けない―不安恐怖症の体験・克服記―』　（貝谷久宣・不安抑うつ臨床研究会（編）　日本評論社　1999）
- 『パニック障害』　（貝谷久宣・不安抑うつ臨床研究会（編）　日本評論社　1998）

### 翻訳書（監訳，監修，編集）
- 『パニック症と不安症への精神力動的心理療法』　（フレデリック・F・ブッシュ/バーバラ・L・ミルロッド/メリアン・B・シンガー/アンドリュー・C・アロンソン(原著)　貝谷久宣（監訳）　金剛出版　2015）　(Manual of Panic focused psychodynamic Psychotherapy extended Range)
- 『認知行動療法・薬物療法併用ガイドブック』　ドナ・Ｍ・スダック(原著)　貝谷久宣（監訳）　金剛出版2013）　（Combining CBT and Medication: An Evidence-Based Approach）
- 『不安な脳』　（M・ヴェーレンバーグ・ＳＭ・プリンツ(原著)　貝谷久宣・福井至・不安・抑うつ臨床研究会（監訳）　日本評論社　2012）(The anxious Brain)
- 『双極性障害 (エビデンス・ベイスト心理療法シリーズ)』　（レイサー, R.P. & トンプソン, L.W. (原著)，貝谷久宣・久保木富房・丹野義彦(監修)　岡本泰昌（翻訳）　金剛出版　2011）　（Bipolar Disorder Advances in Psychotherapy; Evidence-Based Practice）
- 『社交不安障害 (エビデンス・ベイスト心理療法シリーズ)』　（アントニー, M.M. & ロワ, K. (原著)，貝谷久宣・久保木富房・丹野義彦(監修)　鈴木伸一（監訳）　金剛出版 2011）　（Social Anxiety Disorder Advances in Psychotherapy; Evidence-Based Practice)
- 『摂食障害 (エビデンス・ベイスト心理療法シリーズ)』　（トイズ, S.W., ヘイ, P., ポリヴィ, J. (原著)，貝谷久宣・久保木富房・丹野義彦(監修)　切池信夫（監訳）　金剛出版　2011）　（Eating Disorder (Advances in Psychotherapy; Evidence-Based Practice)
- 『社会不安障害とシャイネス―発達心理学と神経科学的アプローチ』　（シュミット, L.A. & シュルキン, J.(原著)　貝谷久宣・不安抑うつ臨床研究会（編訳）　日本評論社　2006）　（Extreme fear, shyness and social phobia -origins, biological mechanisms and clinical outcomes-）
- 『不安障害』　（スタイン, D.J. & ホランダー, E.（原著編集）　樋口輝彦・久保木富房・貝谷久宣・坂野雄二・野村忍・不安抑うつ臨床研究会（翻訳）　日本評論社　2005）　（Textbook of Anxiety Disorders）

### 翻訳書（単訳）
- 『強迫性障害』　（シルヴァ, P.D. & ラックマン, S.（原著）　貝谷久宣（翻訳）　ライフサイエンス 2002）　（Obsessive-Compulsive Disorder: The Facts）
- 『筋ジストロフィー―いま筋ジストロフィー患者の生活と治療を見直す（ザ・ファクト No.2）』　（エメリー, A.E.H.（原著），貝谷久宣（翻訳） かまわぬ書房　1995）　（Muscular Dystrophy: The Facts）